# Louvilliers-lès-Perche
Louvilliers-lès-Perche település Franciaországban, Eure-et-Loir megyében. Lakosainak száma 198 fő (2022. január 1.). Louvilliers-lès-Perche Crucey-Villages, Maillebois, Le Mesnil-Thomas, Senonches, La Framboisière és La Saucelle községekkel határos.

## Népesség
A település népességének változása:
| Lakosok száma | 143  | 134  | 114  | 149  | 174  | 178  | 184  | 180  | 179  | 198  |
|               | 1968 | 1982 | 1990 | 2006 | 2013 | 2015 | 2017 | 2019 | 2020 | 2022 |